# Araño (La Coruña)
Araño o Santa Baia de Araño (llamada oficialmente Santa Baia do Araño) es una parroquia española del municipio de Rianjo, en la provincia de La Coruña, Galicia.

## Geografía
Esta parroquia está vertebrada por el río Te y su punto más alto es el Pico Muralla con 658 metros.

## Entidades de población
Entidades de población que forman parte de la parroquia:
- A Capela
- A Casilla
- A Pontenova
- As Miráns
- A Varela
- Buía
- Campelo
- Cantalarrana
- Carballal
- Cerqueiras
- Contrés
- Ermida (A Ermida)
- Ferrería (A Ferrería)
- Foxacos
- O Agro da Moa
- O Batán
- Os Lemos
- Os Xens
- Outeiro
- Pousada
- Rabado (O Rabado)
- Toural (O Toural)
- Traba
- Vilar (O Vilar)
- Xufreu (Os Xufreus)

## Demografía
| Gráfica de evolución demográfica de Araño entre 2000 y 2019 |
|                                                             |
| Datos según el nomenclátor publicado por el INE.            |

## Monumentos
En esta parroquia se encuentra el hórreo más grande de Galicia, con 36,75 metros de longitud. Fue construido a mediados del siglo XVII.